# Adesso e mai
Adesso e mai è una canzone dei Delta V, primo singolo tratto dall'album Pioggia.Rosso.Acciaio e prima release presso l'etichetta Virgin.
Per il videoclip, girato a Genova, è stato utilizzato materiale che in origine sarebbe servito per La costruzione di un errore, terzo singolo dall'album Le cose cambiano, mai terminato.

## Tracce
1. Adesso e mai
2. L'assedio